# ماكس ويلسون
ماكس ويلسون (بالإنجليزية: Max Wilson)‏ هو لاعب كرة قاعدة أمريكي، ولد في 3 يونيو 1916 في هاو ريفر في الولايات المتحدة، وتوفي في 2 يناير 1977 في غرينزبورو في الولايات المتحدة.

## وصلات خارجية
- ماكس ويلسون على موقع دوري كرة القاعدة الرئيسي (الإنجليزية)
- ماكس ويلسون على موقعبيزبول رفرنس.كوم (الدوري الرئيسي) (الإنجليزية)
- ماكس ويلسون على موقعبيزبول رفرنس.كوم (الدوري الثانوي) (الإنجليزية)